# Оксафр (сатрап Паретакены)
Оксафр (др.-греч. Oxathres) — персидский вельможа, македонский сатрап Паретакены, правивший в 20-х годах IV века до н. э.

Карта деления империи Ахеменидов на сатрапии

## Биография
Отцом Оксафра был Абулит — сатрап Сузианы. В битве при Гавгамелах в 331 году до н. э. в войске Дария III Оксафр командовал отрядами сусианов и уксиев на левом фланге. После поражения персидской армии Абулит принял решение сдаться македонянам. О своих намерениях Абулит сначала сообщил военачальнику Александра Филоксену, а затем направил Оксафра в качестве посла. По словам Курция Руфа, сын Абулита был благосклонно встречен царём.
Во время преследования Дария македоняне вторглись на земли паретаков, соответствующих, по всей видимости, окрестностям современного Исфахана. Их правителем Александр назначил Оксафра. По мнению Дьяконова И. М., именно Александр Македонский отделил Паретакену от Мидии и создал самостоятельную сатрапию. После окончания Индийского похода в 324 году до н. э. обвинённые царём в «худом управлении» Оксафр вместе со своими отцом были казнены во время «большой чистки сатрапов». Согласно преданию, переданному Плутархом, Александр сам пронзил сына Абулита копьём. По предположению Г. Гасанова, Паретакена была возвращена в состав Мидии.

## В культуре
Персонаж романа Сергея Соловьёва «Сын звезды, рожденный горой. Александр Великий»